# Monocaulus microrhiza
Monocaulus microrhiza är en nässeldjursart som först beskrevs av Sydney John Hickson och Gravely 1907.  Monocaulus microrhiza ingår i släktet Monocaulus och familjen Corymorphidae.
Artens utbredningsområde är Södra Ishavet. Inga underarter finns listade i Catalogue of Life.